# 浜田彦蔵

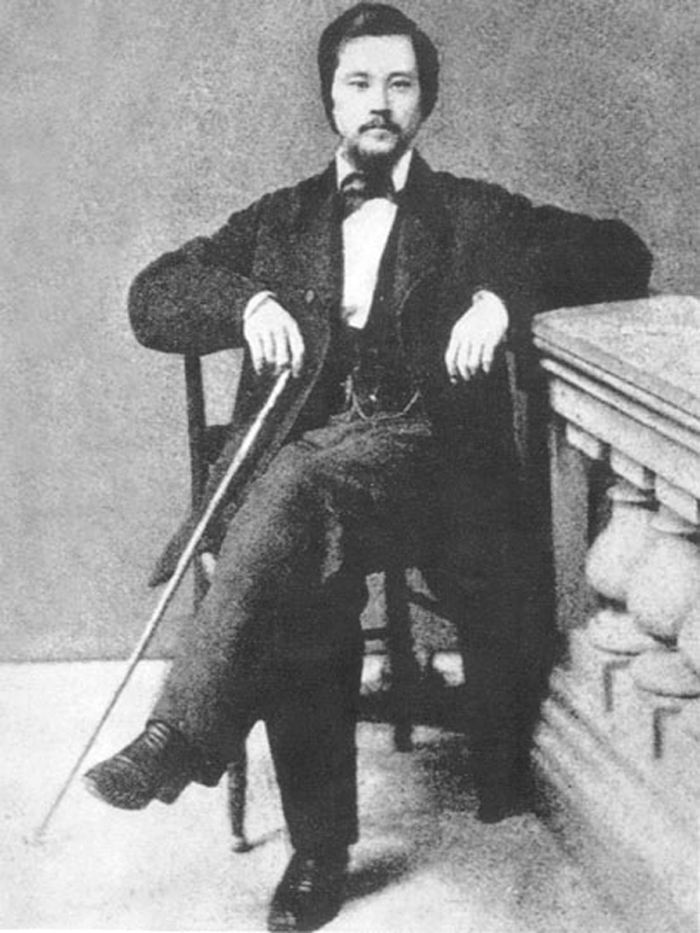
浜田彦蔵

浜田 彦蔵（はまだ ひこぞう、旧字体：濱田彥藏、天保8年8月21日（1837年9月20日） - 明治30年（1897年）12月12日）は幕末に活躍した通訳、貿易商。「新聞の父」と言われる。洗礼名はジョセフ・ヒコ (Joseph Heco)。幼名は彦太郎（ひこたろう）。日本人で初めてアメリカ合衆国の市民権を取得した(1858年)。帰国後は「アメ彦」の通称で知られた。

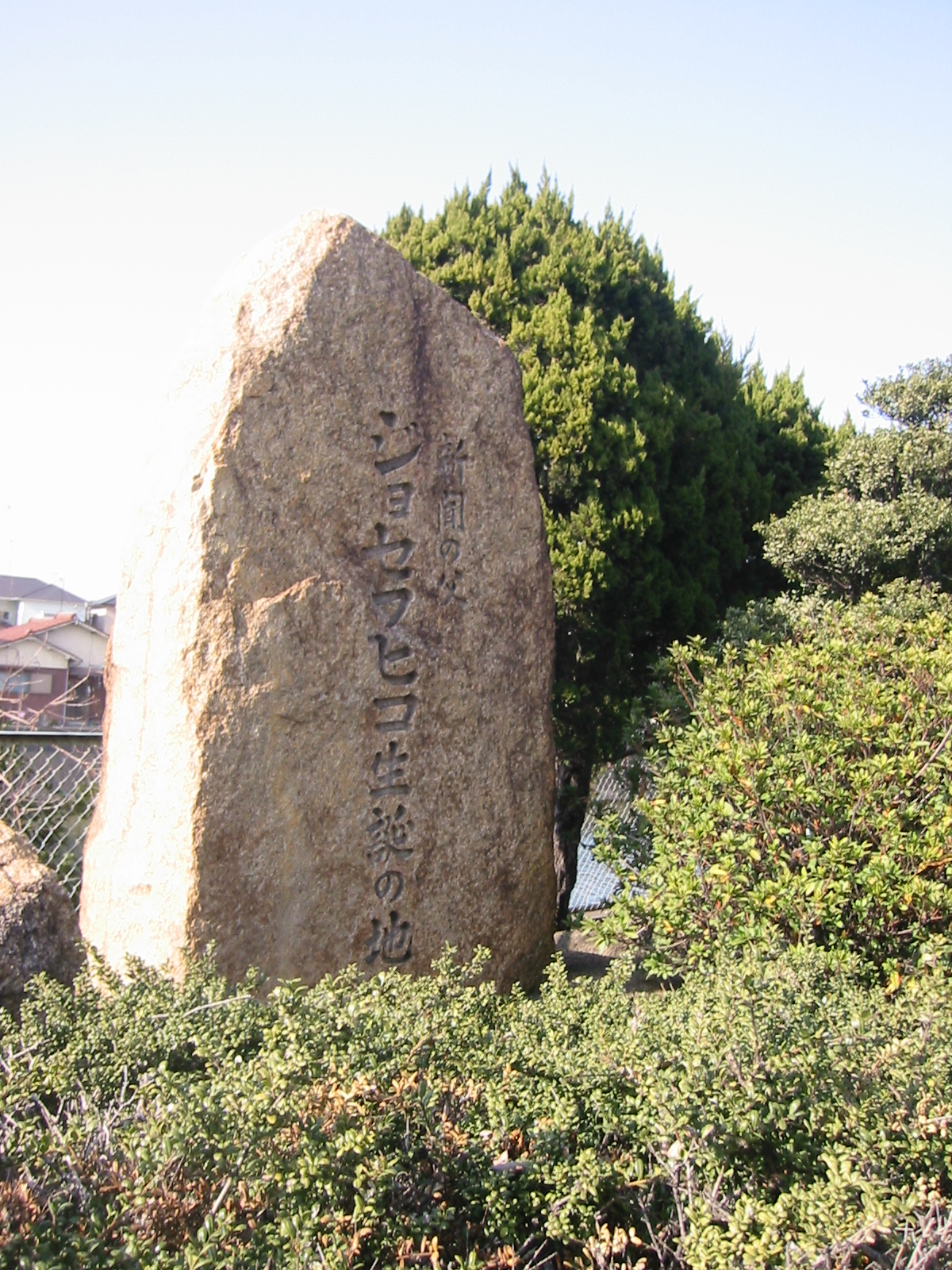
生誕の地碑

## 生涯
播磨国加古郡阿閇村古宮（現・兵庫県加古郡播磨町）で生まれる。幼い頃に父が亡くなり、年若い母が近村の濱田村に住む吉右衛門と再婚、異母兄の宇之吉と共に育つ。廻船を業とする父や兄の影響から船乗りの仕事に憧れていたが、母が良しとせず、2年ほど寺子屋へ通う。嘉永3年3月（1850年）、八百石積み和船の船乗りであった従兄弟からの誘いで、初めて四国の金毘羅詣での観光客を運ぶ和船に便乗した。同年9月、摂津国菟原郡大石村（現：兵庫県神戸市灘区大石）の松屋が所有する樽廻船「栄力丸」で、江戸観光に向かう。同船で帰路に着いていた10月29日（11月22日）に、志摩国の大王崎で難破。2ヶ月太平洋を漂流した後、12月21日（1852年1月12日）に南鳥島付近でアメリカの商船・オークランド号に発見され救助される。
嘉永4年2月3日（1851年3月5日）、救助してくれた船員たちと共にサンフランシスコに到着。アメリカ政府より日本へ帰還させるよう命令が出たため、嘉永5年3月13日（1852年5月1日）にサンフランシスコを出発し、5月20日（7月7日）に香港に到着する。そこから、東インド艦隊長官・ペリーの船に同乗し日本へ帰還するはずだった。しかしペリーがなかなか来ず、その間に香港で出会った日本人・力松（モリソン号事件での漂流民のひとり）から日本に入国を拒まれた体験談を聞き、自分達がアメリカの外交カードにされて無事に帰国出来ないとの懸念から、10月に亀蔵・次作とともにアメリカに戻る。なお、岩吉を除くほかの栄力丸船員は、同じくモリソン号事件関係者で上海定住していた日本人・音吉に匿われ、後に清国船で長崎経由の帰国に成功しているが、ただひとり仙太郎はペリー艦隊に同行した。
サンフランシスコに帰った後は、亀蔵・次作の2人とも別れて下宿屋の下働きなどをしていたが、税関長のサンダースに引き取られた。その後、ニューヨークに赴く。なお、亀蔵と次作はそれぞれ船員として働き、開国後に日本へと帰国している。嘉永6年8月13日（1853年9月15日）には日本人として初めてアメリカ大統領（当時はフランクリン・ピアース）と会見した。またサンダースによりボルチモアのミッション・スクールで学校教育を受けさせてもらい、カトリックの洗礼も受けた。西海岸に戻った後カリフォルニア州代表の上院議員のWilliam M. Gwinに秘書として招かれワシントンD.C.に行き、安政4年11月25日（1858年1月9日）にはピアースの次代の大統領ジェームズ・ブキャナンとも会見した。
そして安政5年（1858年）、日米修好通商条約で日本が開国した事を知り日本への望郷の念が強まった彦蔵だったが、キリシタンとなった今ではそのまま帰国することはできなかったので、ボルチモアで帰化してアメリカ国民となった。その翌年の安政6年（1859年）に駐日公使・ハリスにより神奈川領事館通訳として採用され、6月18日（7月17日）に長崎・神奈川へ入港し9年ぶりの帰国を果たした。
翌年2月に領事館通訳の職を辞め、貿易商館を開く。しかし当時は尊皇攘夷思想が世に蔓延しており、外国人だけでなく外国人に関係した者もその過激派によって狙われる時代であったため、彦蔵は身の危険を感じて文久元年9月17日（1861年10月20日）にアメリカに戻った。
再度アメリカに帰った後は、文久2年3月2日（1862年3月31日）にブキャナンの次代の大統領エイブラハム・リンカーンと会見している。同年10月13日（12月4日）に再び日本に赴き、再び領事館通訳に就く。文久3年9月30日（1863年11月11日）に領事館通訳の職を再び辞め、外国人居留地で商売を始めた。
慶応元年（1865年）5月、岸田吟香の協力を受けて英字新聞を日本語訳した「海外新聞」を発刊。これが日本で最初の海外新聞と言われる（元治元年6月とする説もある）ただし、この新聞発行は赤字であったため、数ヵ月後に消滅した。
慶応4年8月7日（1868年9月22日）、18年ぶりに帰郷。明治2年（1869年）6月には大阪造幣局の創設に尽力した。その後は大蔵省に務めて国立銀行条例の編纂に関わったり、茶の輸出、精米所経営などを行ったりした。明治30年（1897年）12月12日、心臓病のため、東京の自宅にて死去。日本人に戻る法的根拠が無かったことにより、没後外国人として青山の外国人墓地に葬られた。なお明治32年（1899年）になり、国籍法が制定された。
自叙伝「NARRATIVE（THE NARRATIVE of A JAPANESE:開国逸史　アメリカ彦蔵自叙伝　（株）ぐろりあ　そさえて　昭和7年10月10日発行本の復刊本　ミュージアム図書編集部　平成10年12月20日第一版）」中、自叙伝（二）第十五回に登場する兵庫の両換屋 北氏は、元北前船廻船問屋の北風正造氏であり、北風家の立て直しに尽力したことが記されている。又、同時期、能福寺の外国人観光客用の英文碑（明治２５年（1892）頃建造。我が国最初の英文碑）を、能福寺第19世住職　加藤慈晃師の要請に基づき、北風正造の仲介で建てている。北風正造とは2～3年の差で人生が重なり、自叙伝に北風正造の没落後の亡くなり様が記されていることから、北風家立て直しの仕事は相当骨身にこたえた仕事だったのか、晩年まで自叙伝草稿を手直ししていたことがうかがえる。

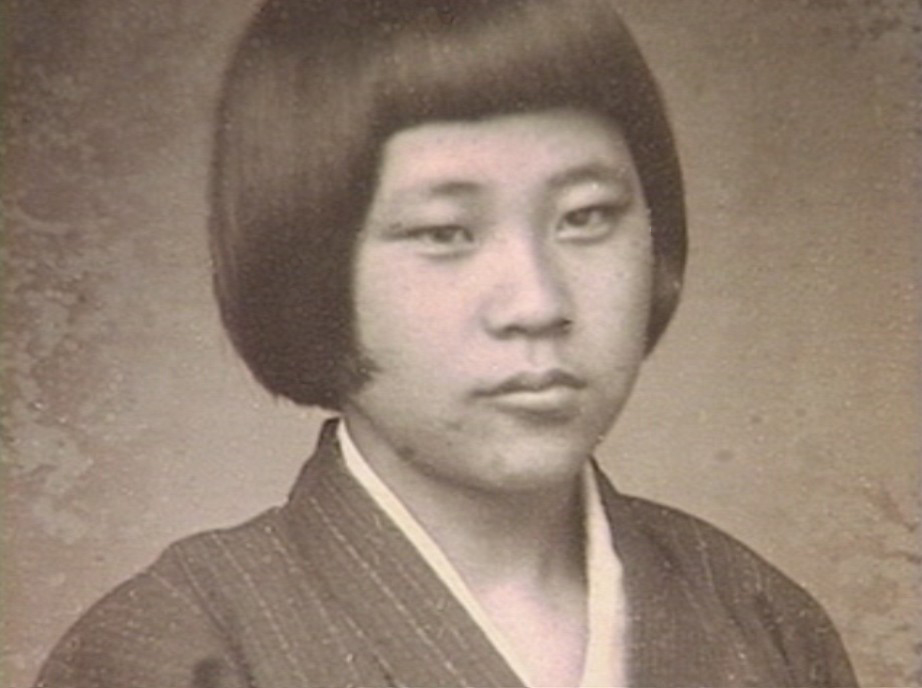
14歳

## 写真
平成18年（2007年）3月27日放映の情報系バラエティ番組『開運!なんでも鑑定団』にてスイスの写真研究家、ルイ・ミッシェル・オエールから彦蔵（ジョセフ・ヒコ）の写真の鑑定依頼があった。鑑定の結果、サンフランシスコ到着後に撮影されたものと断定され、日本人を撮影したダゲレオタイプ写真の最古の記録を塗り替える大発見となった。

## 著書

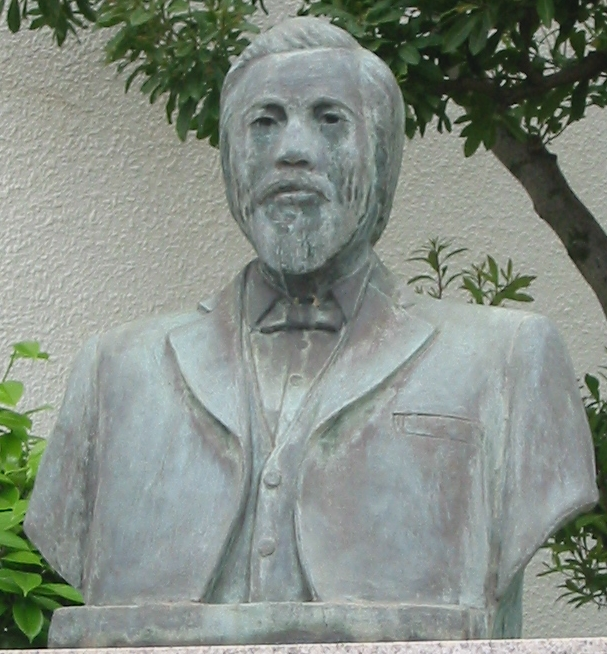
銅像

- 『漂流記』二巻、文久3年(1863)
- The narrative of a Japanese : what he has seen and the people he has met in the course of the last forty years. 
原著2巻：Edited by James Murdoch(ジェームズ・マードック編). 
 American-Japanese Publishing Association, 1892. Yokohama prtg & pub.co, 1894. および Tokyo Maruzen(丸善), 1895. で再刊
  - 『漂流異譚 開國之滴』土方久徴訳、博聞社（上下）、明治26年(1893)
    - 改訂版『アメリカ彦蔵自叙伝 開国逸史』土方久徴・藤島長敏訳（高市慶夫校訂・解題、明治文化研究会 編）、ぐろりあそさえて、昭和7(1932)年／復刻：ミュージアム図書、1998(平成10)年

  - 『アメリカ彦蔵自伝』全2巻、山口修・中川努訳、平凡社〈東洋文庫〉

初刊は1964(昭和39)年、重版多数。2003年にワイド版、2020年に電子書籍で再刊

## 石碑・銅像
- 「本邦民間新聞創始者 ジョセフ・ヒコ氏居址碑」昭和10年 (1935) 除幕、兵庫県神戸市[1]
- 「新聞の父浜田彦蔵の碑」昭和35年 (1960) 除幕、兵庫県播磨町立播磨小学校[1]
- 「浜田彦蔵生誕の地の碑」昭和49年 (1974) 除幕、兵庫県播磨町浜田海岸[1]
- 「浜田彦蔵の胸像」昭和55年 (1980) 除幕、兵庫県播磨町中央公民館[1]
- 「能福寺の由来碑」浜田彦蔵の翻訳による日本初の英文碑

## 関連作品
- 吉村昭『アメリカ彦蔵』読売新聞社、1999年、新潮文庫、2001年、岩波書店「作品集」、2009年
- 丸山健夫『ペリーとヘボンと横浜開港－情報学から見た幕末』 臨川書店、2009年。ISBN 978-4-653-04035-4